# Bolinders Mekaniska Verkstad
Bolinders Mekaniska Verkstad (kurz Bolinders) war ein schwedischer Maschinenbau- und Haushaltsgerätehersteller, der 1844 in Stockholm gegründet wurde und bis zur Übernahme durch AB Svenska Maskinverken im Jahre 1956 bestand.

## Geschichte

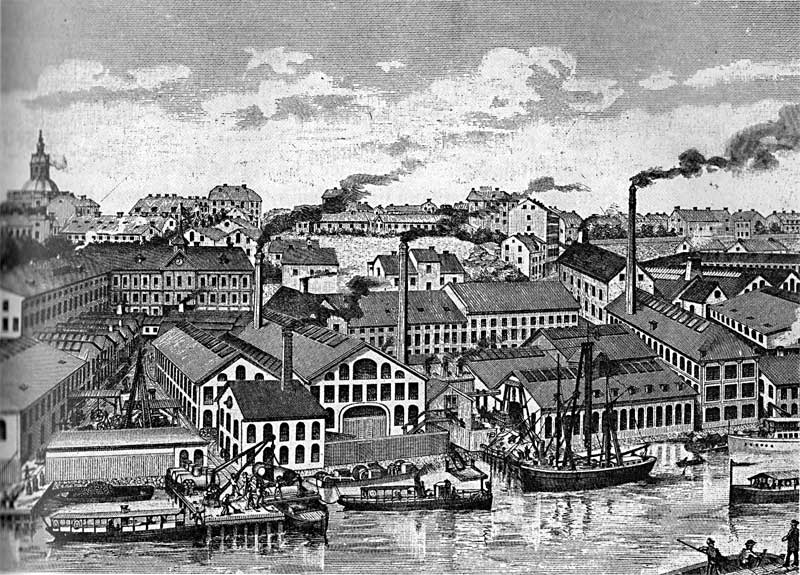
Bolinders Werkstatt, Holzschnitt (1893)

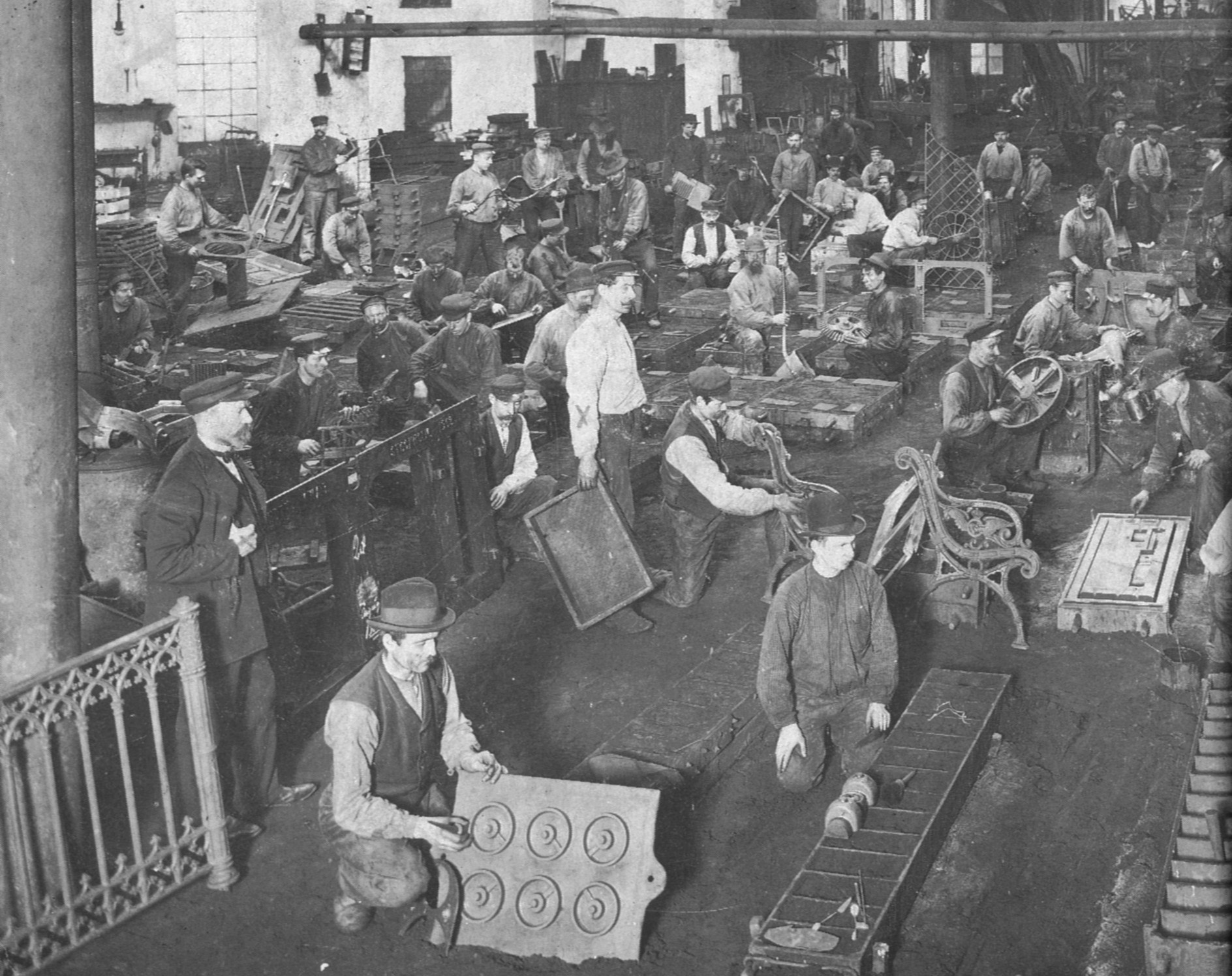
Gießerei Bolinders (um 1890)

Die Firma wurde 1844 von den Brüdern Jean und Carl Gerhard Bolinder als J. & C. G. Bolinders Mekaniska Verkstad gegründet. Der Firmensitz lag am Klara-Sjö-Kanal im Stadtteil Kungsholmen. Ab 1873 wurde mit der Gründung einer Aktiengesellschaft die Werkstatt in J. & C. G. Bolinders Mekaniska Verkstads AB umbenannt. In den ersten Jahrzehnten konzentrierte sich die Produktion auf Dampfmaschinen, Holzbearbeitungsmaschinen und Motoren für Schiffe und Sägewerke. Darüber hinaus produzierte sie Öfen und Küchengeräte, darunter Pfannen, Töpfe, Waffeleisen und Fleischwölfe.
Im Jahr 1893 baute Bolinders Schwedens ersten Verbrennungsmotor. Der von Ingenieur Albert Weyland konzipiert Motor war jedoch nicht erfolgreich. Vier Jahre später gelang Ingenieur Erik Rundlöf ein Zweitaktmotor, der ein großer kommerzieller Erfolg wurde. In den 1920er Jahren waren 80 % aller Fischerboote der Welt mit diesem Motor ausgerüstet. Er war zuverlässig, langlebig und sparsam im Kraftstoffverbrauch.
Seit 1893 versuchte sich die Fabrik auch mit dem Bau von Dampflokomotiven. Drei Lokomotiven entstanden für die Jönköping Gripenbergs Järnvägs Aktiebolag (JGJ) nach dem Feldbahnsystem von Decauville, davon zwei mit Tender und Zugheizung.
Nachdem dem Tod von Carl Bolinder 1892 und Jean Bolinder 1899 wurde die Firma durch Erik August Bolinder übernommen. 1906 waren die Räumlichkeiten in Kungsholmen zu klein, so dass man Kallhälls gård in Järfälla als Produktionsstätte erwarb. Dort gab es einen Bahnanschluss nach Västerås und der Seeweg über den Mälaren nach Stockholm stand ebenfalls zur Verfügung. 1909 begann die Produktion in Kallhäll. Dort wurden Küchenwaren, darunter auch Fleischwölfe hergestellt, ferner transportierte man Gussteile auf dem Seeweg in die Fabrik nach Kungsholmen. 1919 beschäftigte Bolinder 1900 Mitarbeiter in beiden Werken.
Am Ende der 1920er Jahre versuchte Bolinders den Bau von Zugmaschinen. Es ist aber ungewiss, ob mehr als ein Traktor zur Ausführung kam.
1932 teilte man Bolinders in zwei Teile. Die Motorenabteilung wurde mit Munktells in Eskilstuna zusammengeführt und firmierte fortan als AB Bolinder-Munktell. Der Rest des Unternehmens setzte die Produktion in Kallhäll unter dem Namen Bolinders Fabriks AB fort. 1935 wurde die Fabrik in Kungsholmen stillgelegt.
Während der 1930er und 1940er Jahre produziert Bolinders den Außenbordmotor Trim. Dazu kamen Geschirrspülmaschinen, Sanitärkeramik und emaillierte Töpfe. In der Zeit des Zweiten Weltkrieges wurden verschiedene Geräte an die schwedische Rüstungsindustrie geliefert, wie beispielsweise Gasaggregate. Danach baute man Kühlschränke und Elektroherde, doch der Wettbewerb durch Electrolux, Husqvarna und Elektro-Helios war zu groß. 1956 wurde Bolinders Fabriks AB durch AB Svenska Maskinverken übernommen, die einen Teil der eigenen Produktion nach Kallhäll verlegten.
Im Jahr 1988 eröffnete das Bolinder-Museum in Kallhäll.

## Bilder der Erzeugnisse Bolinders

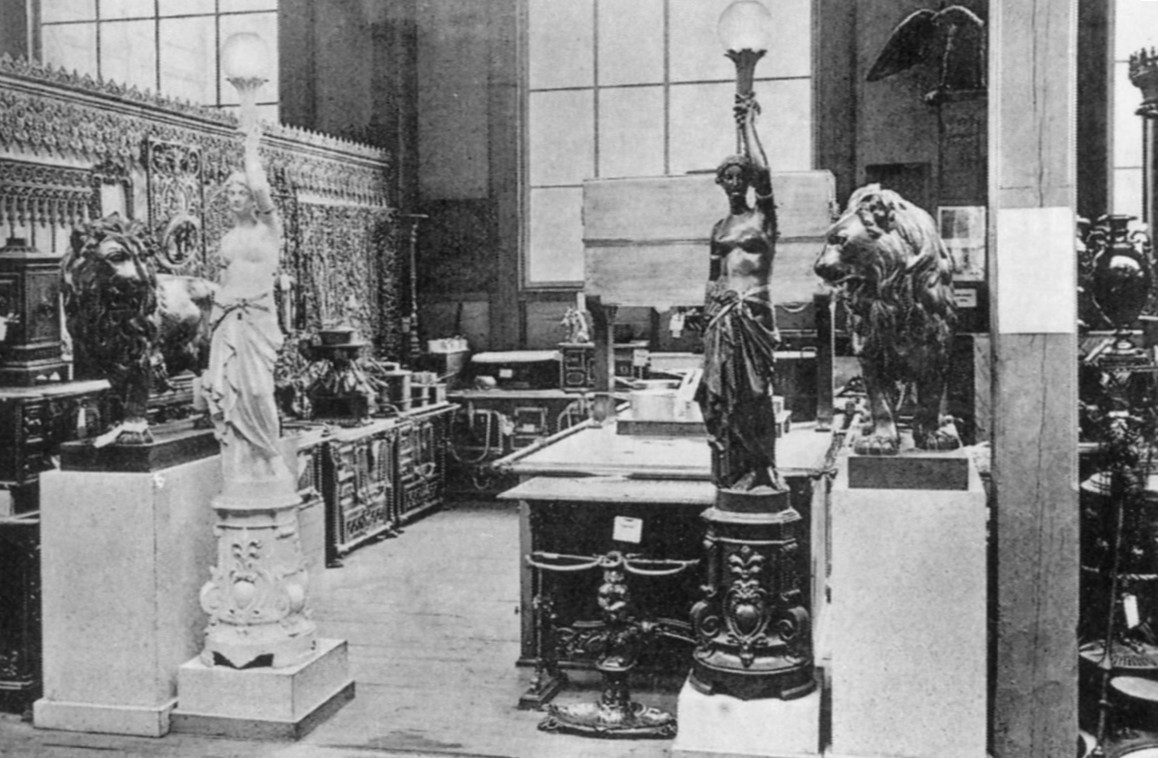
Bolinders Messestand Stockholmsutställningen 1866
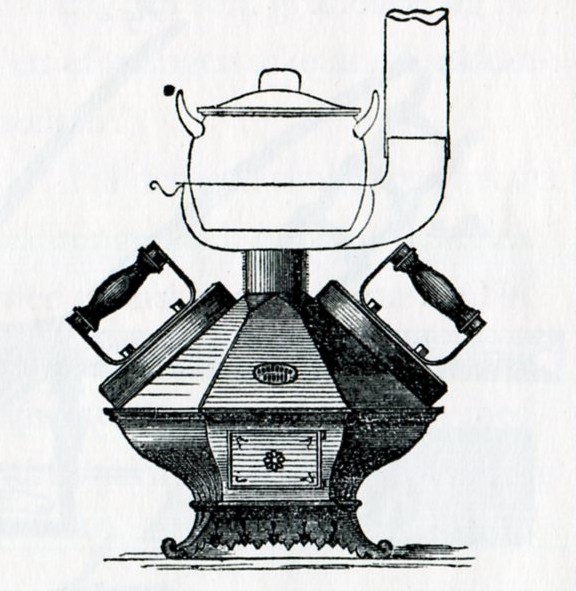
Bolinders Ofen 1851
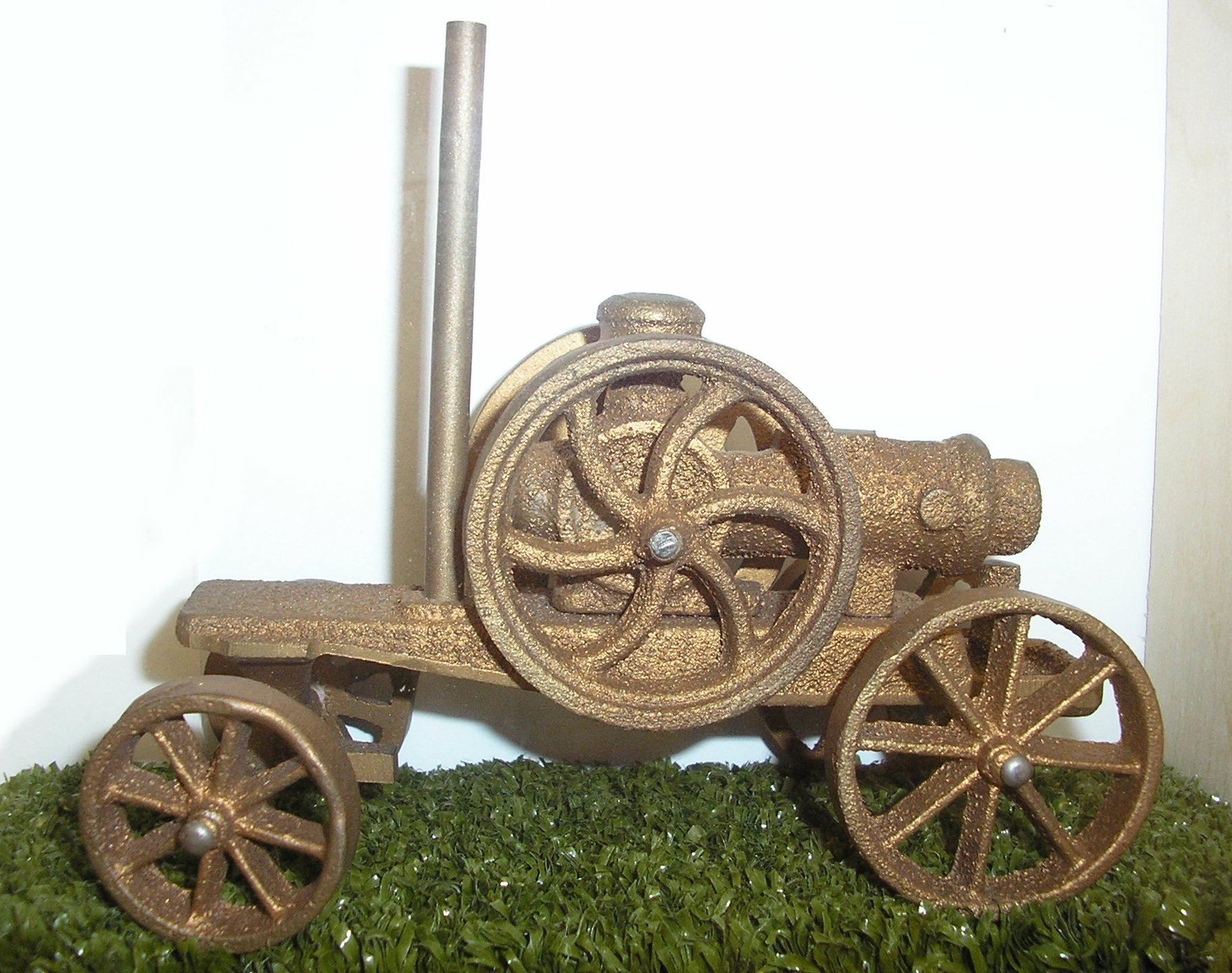
Bolinders Locomobile Columbia
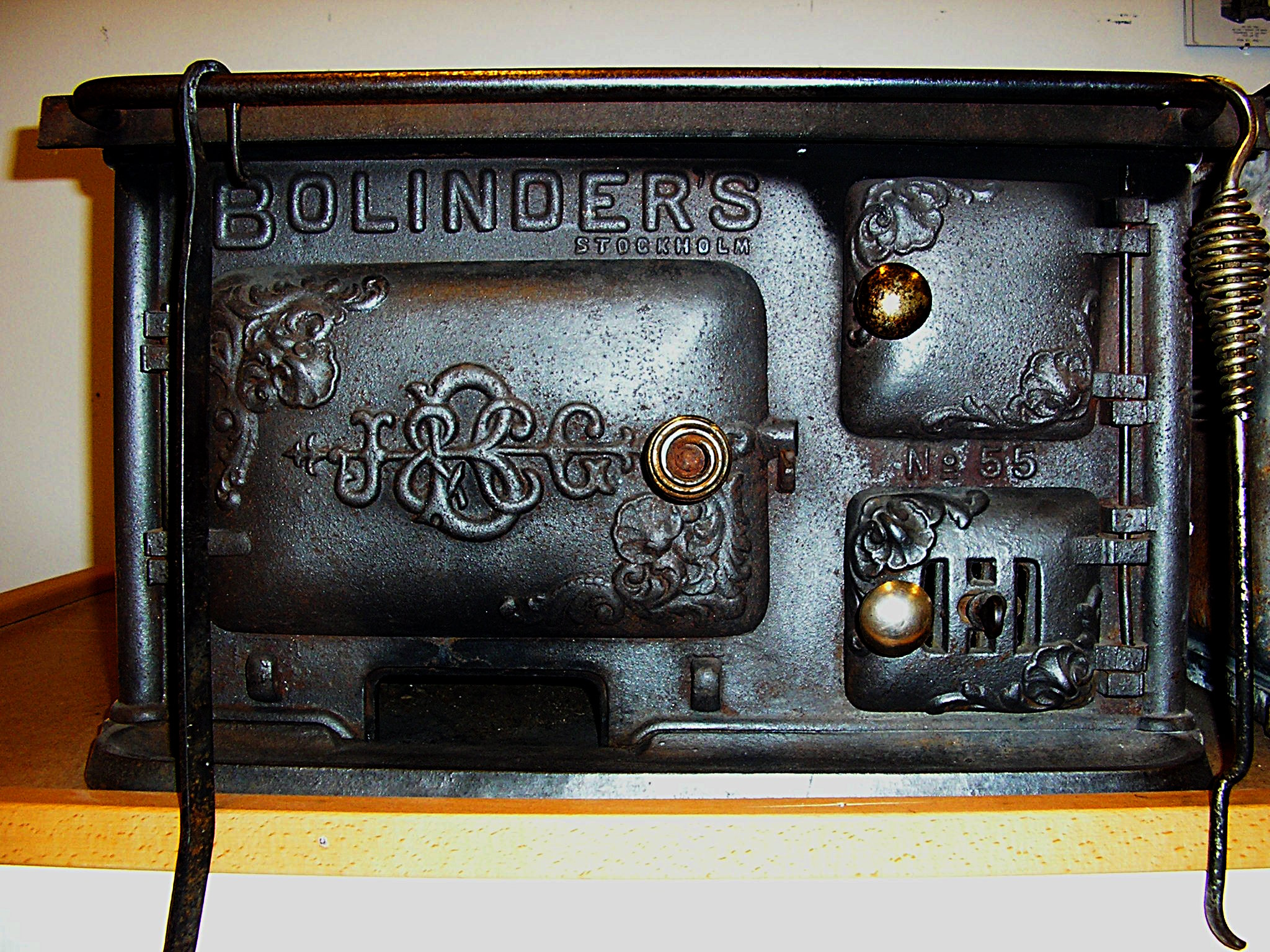
Bolinders Küchenherd
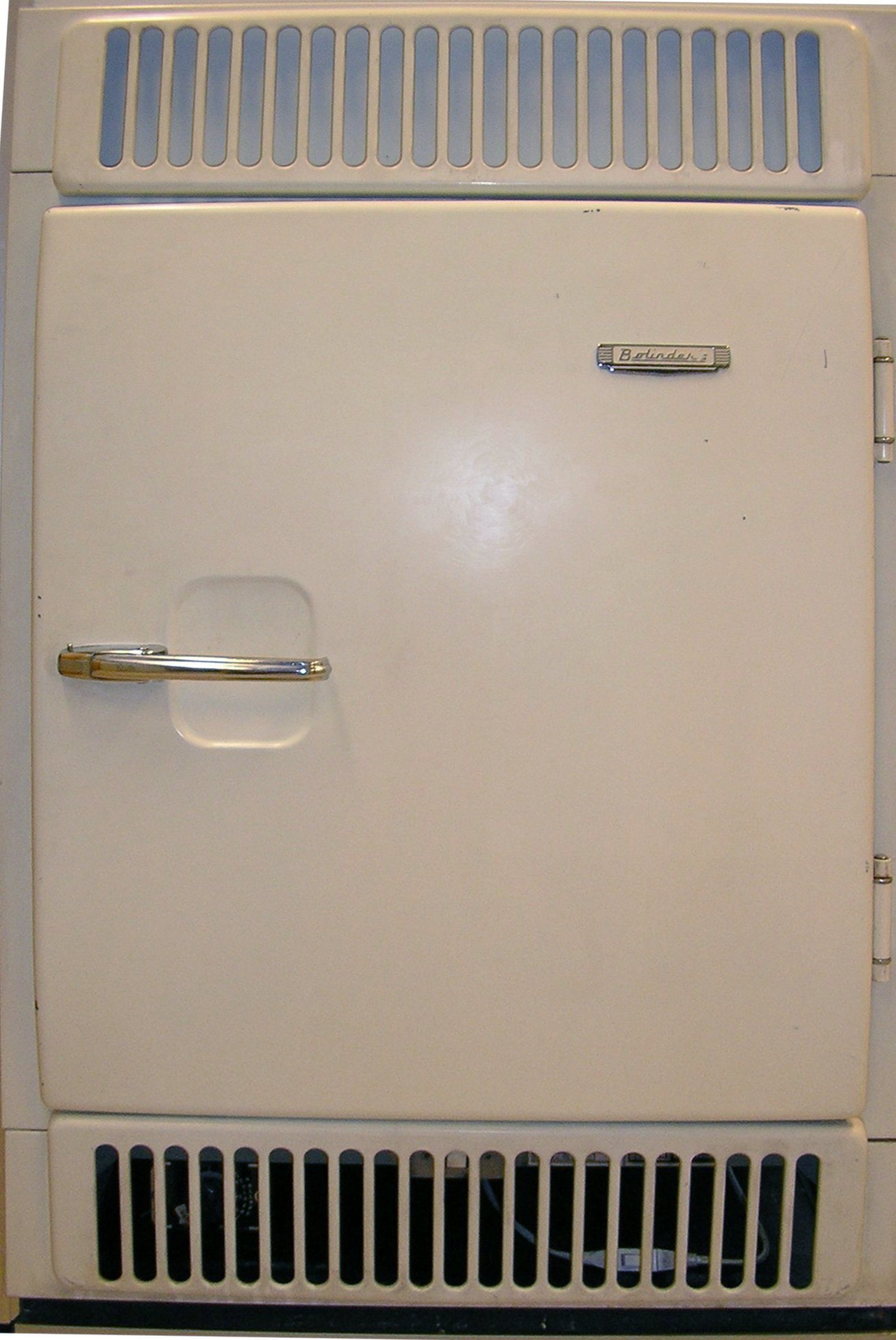
Bolinders Kühlschrank
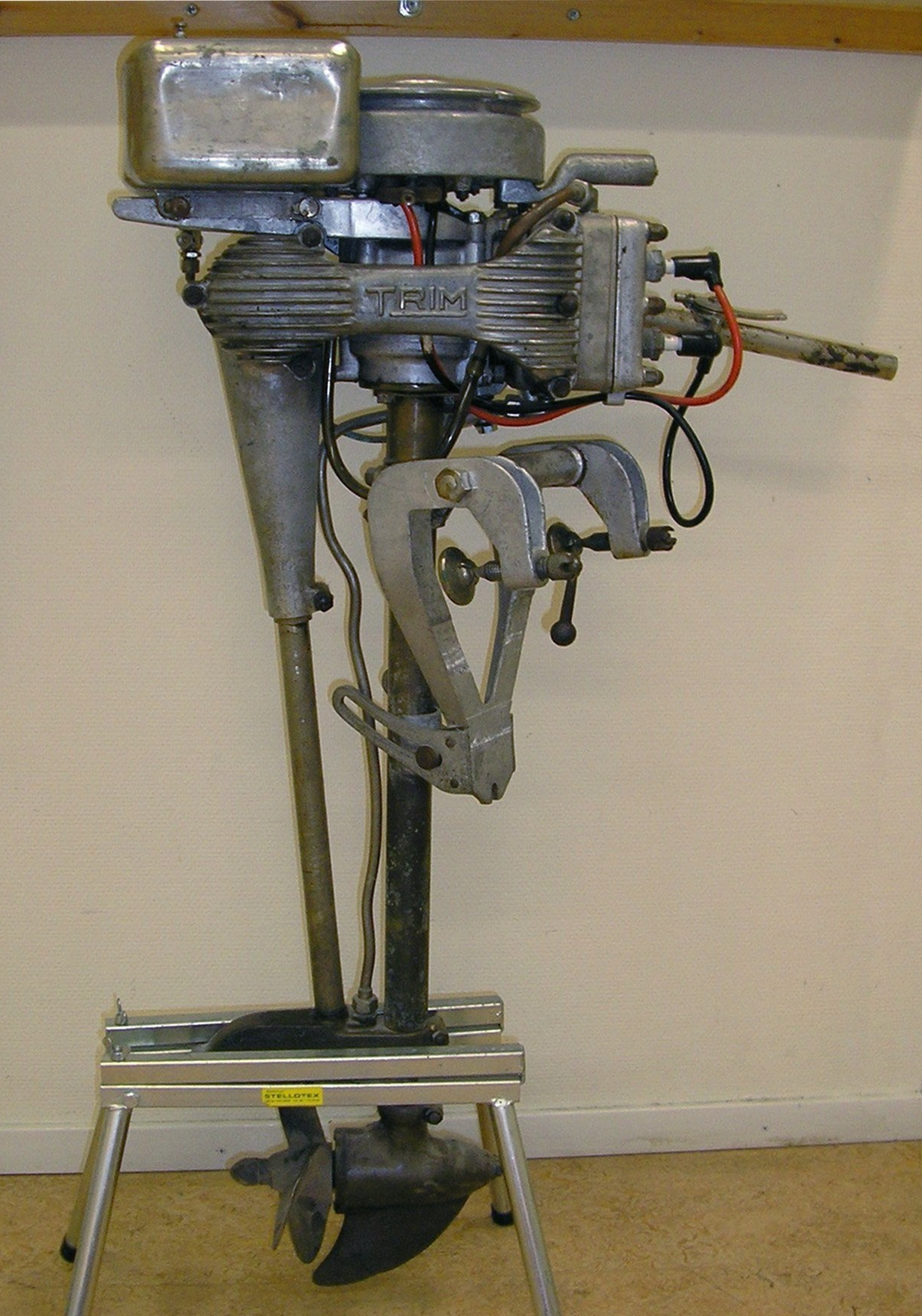
Außenbordmotor „Trim“
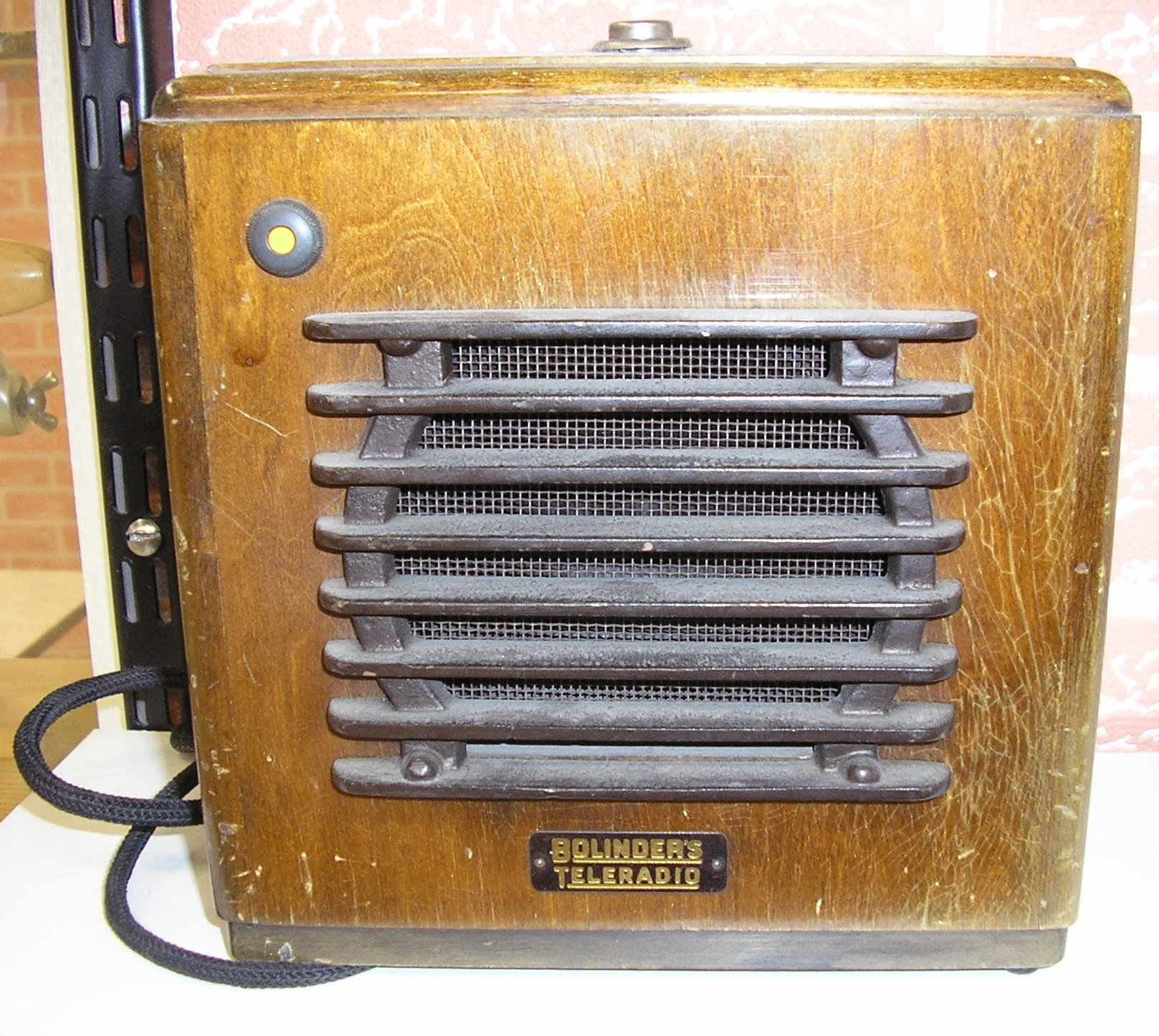
Bolinders Radio
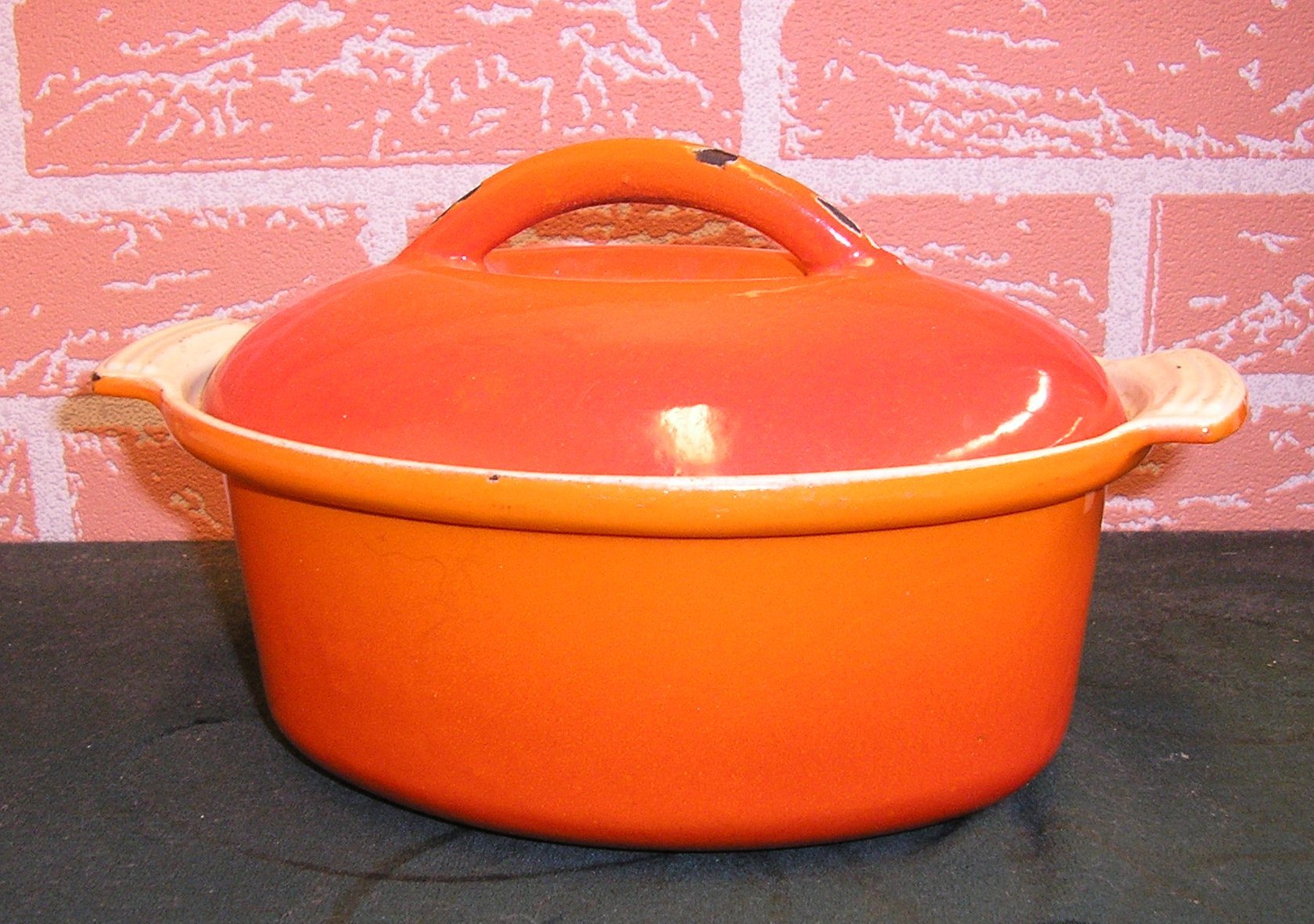
Emaillierter Topf